# NGC 513
NGC 513 (również PGC 5174 lub UGC 953) – galaktyka spiralna (Sc), znajdująca się w gwiazdozbiorze Andromedy. Odkrył ją William Herschel 13 września 1784 roku. Jest zaliczana do galaktyk Seyferta.